# Vendelinus (cráter)

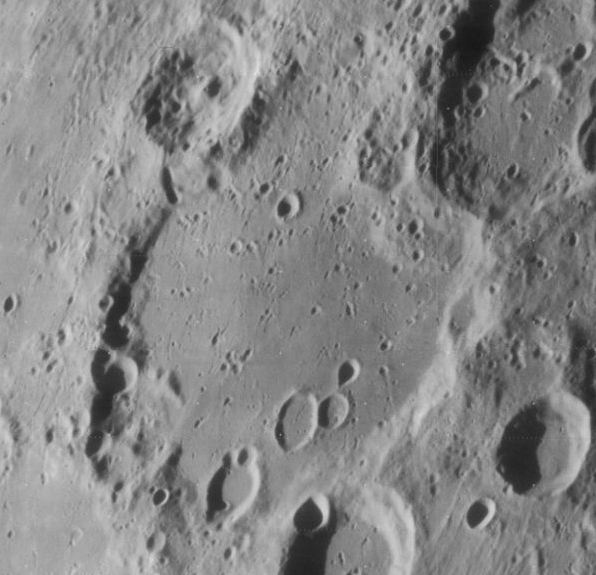
Fotografía de la misión Lunar Orbiter 4 (1967)

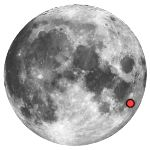
Vendelinus sobre el globo lunar

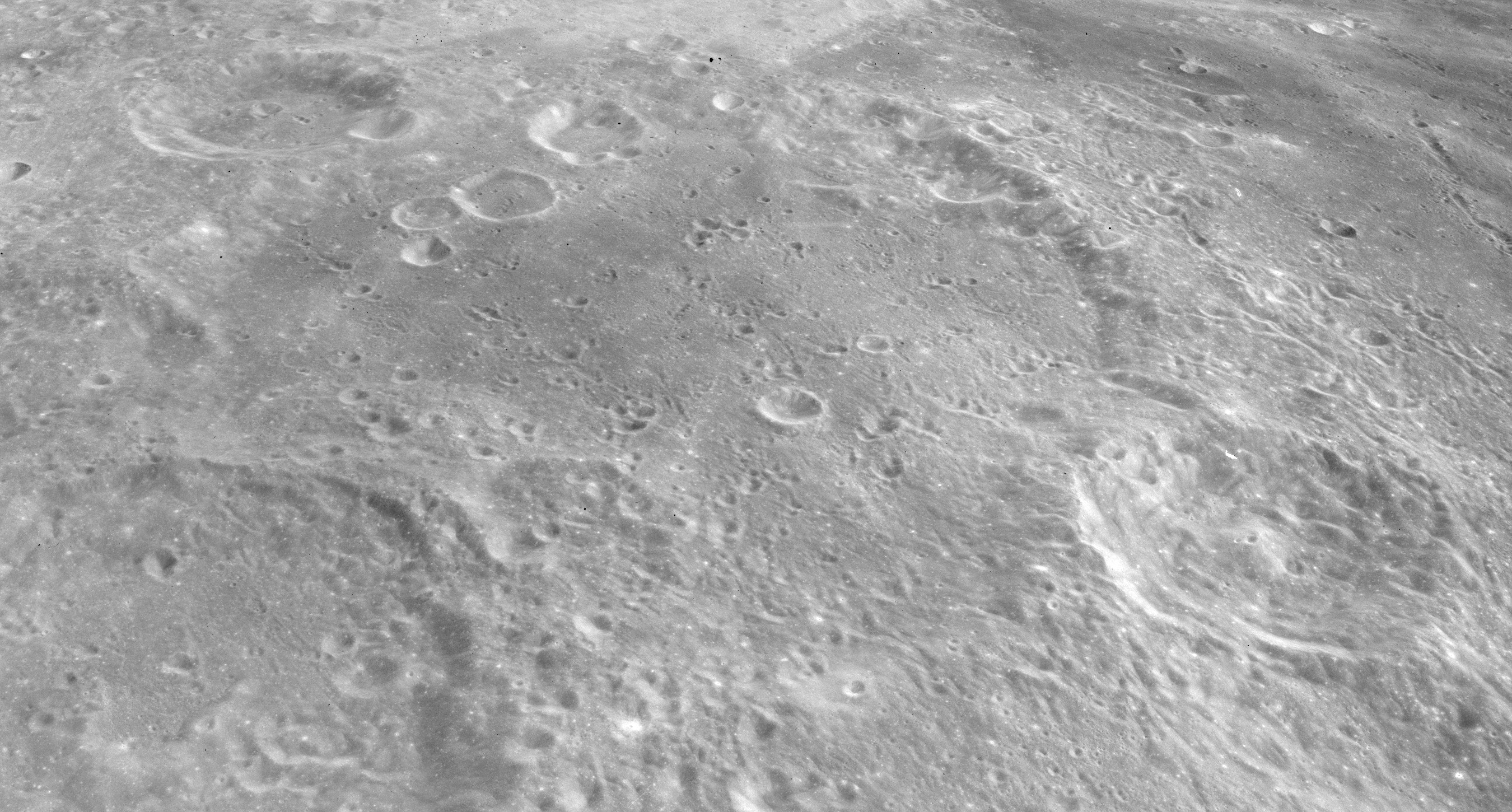
Fotografía de la misión Apolo 15

Vendelinus es un antiguo cráter de impacto lunar ubicado en el borde oriental del Mare Fœcunditatis. Al norte de Vendelinus se halla el prominente cráter Langrenus, mientras que al sureste aparece Petavius, formando una cadena de destacados cráteres cerca del borde oriental del mare. Debido a su ubicación, el cráter parece oblongo debido al escorzo cuando se ve desde la Tierra.
|  |

Lleva el nombre del astrónomo flamenco Govaert Wendelen, que le fue asignado en 1651 por Giovanni Riccioli. Este nombre fue aprobado por Unión Astronómica Internacional en 1935.
El cráter está muy desgastado. Superpuesto por numerosos impactos, esto hace que sea difícil de identificarlo excepto con ángulos de luz solar bajos. El borde irregular está interrumpido en varios lugares por cráteres solapados. El más prominente de estos huecos es la brecha existente en la pared del nordeste del cráter Lamé, solapado sobre Vendelinus. El cráter Lohse, más pequeño, se superpone sobre el borde al noroeste, y en el extremo  sur la pared del cráter se une a Holden.
El suelo de Vendelinus es plano y está cubierto por un flujo oscuro de lava (el astrónomo británico Thomas William Webb (1807-1885) observó que podía verse una zona oscura en el suelo de este cráter durante el plenilunio). Carece de un pico central, pero incluye múltiples cráteres de impacto de varias dimensiones. Algunos de ellos son impactos secundarios de Langrenus, y muestran una forma oblonga. Las rampas exteriores de Lamé forman una elevación sobre el suelo del lado noreste.

## Cráteres satélite
Por convención estos elementos son identificados en los mapas lunares poniendo la letra en el lado del punto medio del cráter que está más cercano a Vendelinus.
|            | \| Vendelinus \| Coordenadas \| Diámetro \| \| ---------- \| ------------------------------- \| -------- \| \| D \| 19°03′S 58°14′E / -19.05, 58.24 \| 10 km \| \| E \| 18°05′S 61°01′E / -18.08, 61.02 \| 20 km \| \| F \| 18°29′S 64°55′E / -18.49, 64.92 \| 32 km \| \| H \| 15°18′S 61°30′E / -15.30, 61.50 \| 8 km \| \| K \| 13°49′S 62°26′E / -13.82, 62.44 \| 9 km \| \| L \| 17°34′S 61°47′E / -17.56, 61.79 \| 17 km \| \| N \| 16°49′S 65°52′E / -16.82, 65.87 \| 17 km \| \| P \| 17°34′S 66°20′E / -17.56, 66.33 \| 16 km \| \| S \| 15°24′S 57°59′E / -15.40, 57.98 \| 6 km \| \| T \| 13°29′S 62°48′E / -13.49, 62.80 \| 6 km \| \| U \| 15°55′S 58°44′E / -15.91, 58.73 \| 5 km \| \| V \| 15°33′S 55°55′E / -15.55, 55.92 \| 6 km \| \| W \| 14°35′S 58°42′E / -14.59, 58.70 \| 5 km \| \| Y \| 17°35′S 62°14′E / -17.58, 62.24 \| 11 km \| \| Z \| 17°12′S 62°25′E / -17.20, 62.41 \| 7 km \| |          |
| Vendelinus | Coordenadas | Diámetro |
| D          | 19°03′S 58°14′E / -19.05, 58.24 | 10 km    |
| E          | 18°05′S 61°01′E / -18.08, 61.02 | 20 km    |
| F          | 18°29′S 64°55′E / -18.49, 64.92 | 32 km    |
| H          | 15°18′S 61°30′E / -15.30, 61.50 | 8 km     |
| K          | 13°49′S 62°26′E / -13.82, 62.44 | 9 km     |
| L          | 17°34′S 61°47′E / -17.56, 61.79 | 17 km    |
| N          | 16°49′S 65°52′E / -16.82, 65.87 | 17 km    |
| P          | 17°34′S 66°20′E / -17.56, 66.33 | 16 km    |
| S          | 15°24′S 57°59′E / -15.40, 57.98 | 6 km     |
| T          | 13°29′S 62°48′E / -13.49, 62.80 | 6 km     |
| U          | 15°55′S 58°44′E / -15.91, 58.73 | 5 km     |
| V          | 15°33′S 55°55′E / -15.55, 55.92 | 6 km     |
| W          | 14°35′S 58°42′E / -14.59, 58.70 | 5 km     |
| Y          | 17°35′S 62°14′E / -17.58, 62.24 | 11 km    |
| Z          | 17°12′S 62°25′E / -17.20, 62.41 | 7 km     |

Los siguientes cráteres han sido renombrados por la UAI:
- Vendelinus C - Véase Lamé (cráter).

## Referencias

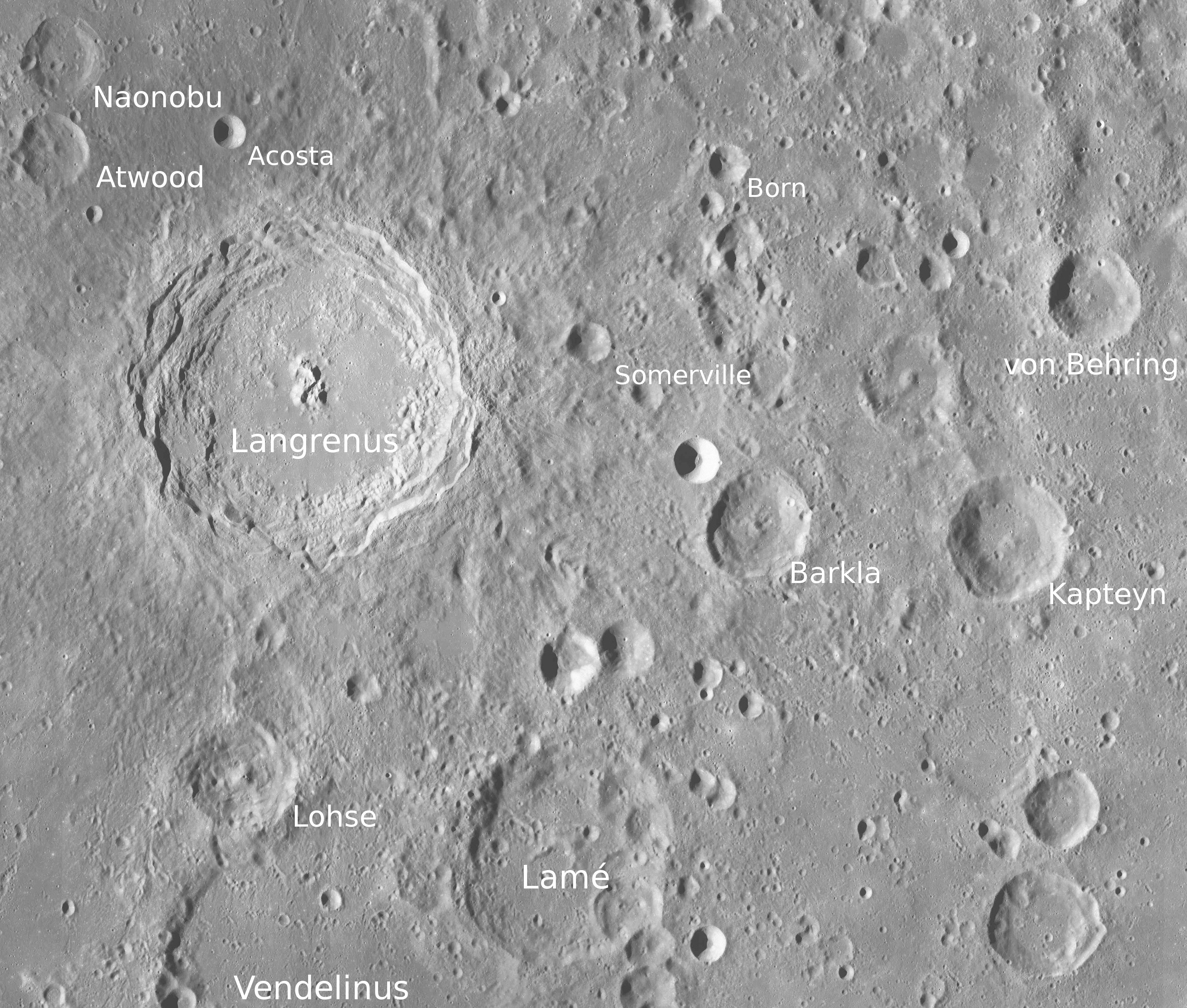
Fotografía de la misión Lunar Reconnaissance Orbiter